# Vilar de Besteiros
Vilar de Besteiros ist ein Ort und eine ehemalige Gemeinde (Freguesia) im portugiesischen Kreis Tondela. Die Gemeinde hatte 891 Einwohner (Stand 30. Juni 2011).
Am 29. September 2013 wurden die Gemeinden Vilar de Besteiros und Mosteiro de Fráguas zur neuen Gemeinde União das Freguesias de Vilar de Besteiros e Mosteiro de Fráguas zusammengeschlossen. Vilar de Besteiros ist Sitz dieser neu gebildeten Gemeinde.